# Привар
Привар (укр. Привар) — село на Украине, находится в Овручском районе Житомирской области.
Код КОАТУУ — 1824281307. Население по переписи 2001 года составляет 50 человек. Почтовый индекс — 11100. Телефонный код — 4148. Занимает площадь 0 км².

## Адрес местного совета
11117, Житомирская область, Овручский р-н, с.Великая Черниговка